# Šport u 1980.
◄◄ | ◄ | 1977. | 1978. | 1979. | 1980.  | 1981. | 1982. | 1983. | ► | ►►
Arhitektura • Astronautika • Astronomija • Biologija • Film • Fotografija • Glazba • Kazalište • Kemija • Kiparstvo • Knjige • Književnost • Kršćanstvo • Meteorologija • Medicina • Planinarstvo • Politika • Pravo • Promet • Slikarstvo • Strip • Šport • Televizija • Znanost • Zrakoplovstvo • Željeznički promet
Šport u 1980.

## Svijet

### Natjecanja

#### Svjetska natjecanja
- Od 17. srpnja do 3. kolovoza – XXII. Olimpijske igre – Moskva 1980.

#### Kontinentska natjecanja

##### Europska natjecanja
- Od 11. do 22. lipnja – Europsko prvenstvo u nogometu u Italiji: prvak SR Njemačka

## Hrvatska i u Hrvata

### Osnivanja
- Kuglački klub Sinj, hrvatski kuglački klub

## Vanjske poveznice
|  | Zajednički poslužitelj ima još gradiva o temi Šport u 1980. |